# Фредрополь
Фредрополь (пол. Fredropol) — село в Польщі, у гміні Фредрополь Перемишльського повіту Підкарпатського воєводства, у межах етнічної української території Надсяння. Адміністративний центр гміни.
Населення — 692 особи (2011).

## Історія

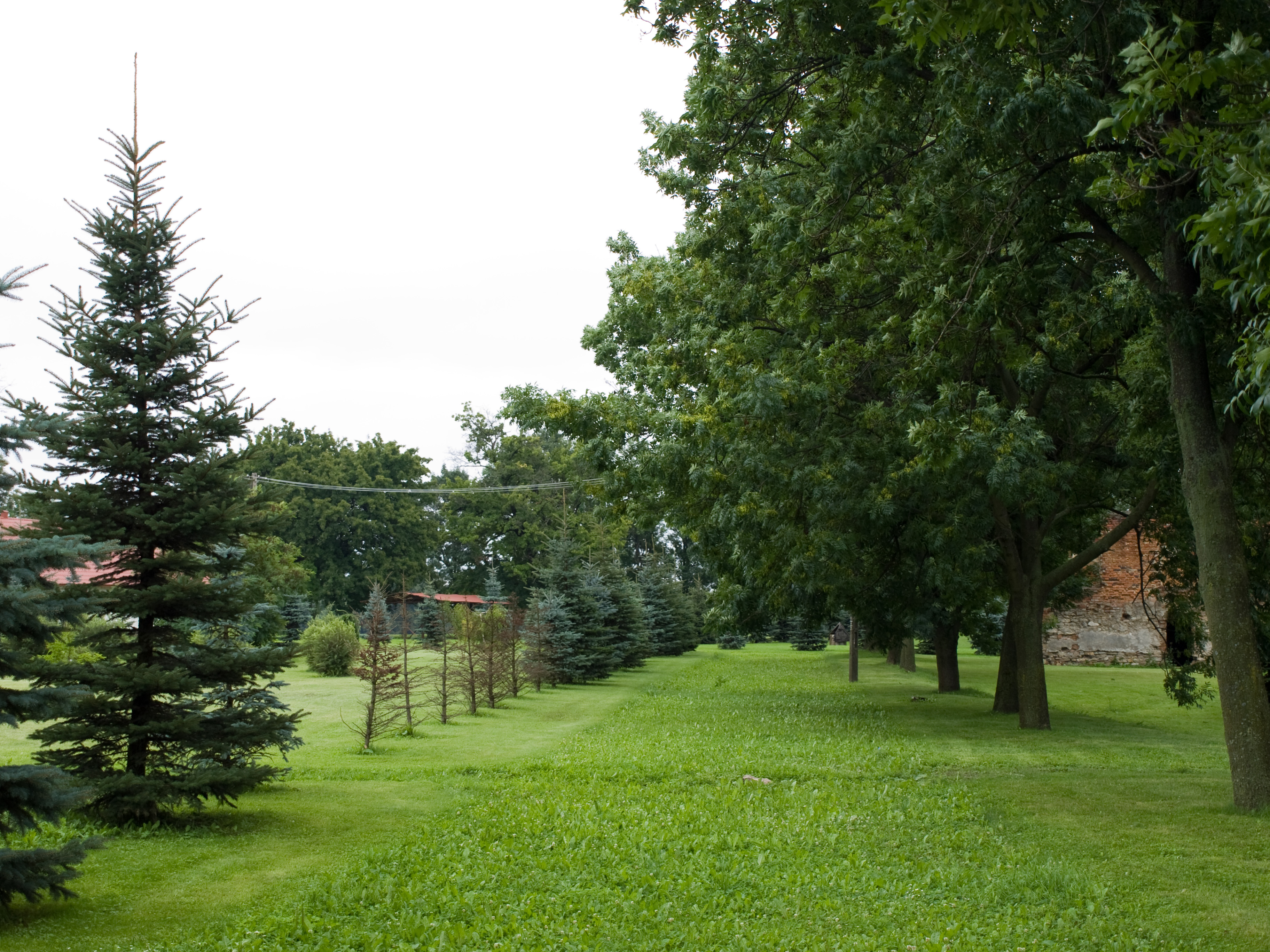
парк колишнього маєтку

Село засноване в XVII столітті на виділеній Анджеєм Максиміліяном Фредром частині ґрунтів села Корманичі. Фредро мріяв перетворити його на місто, тому дав йому назву Фредрополь («місто Фредрів»).
У 1975-1998 роках село належало до Перемишльського воєводства.

## Пам'ятки

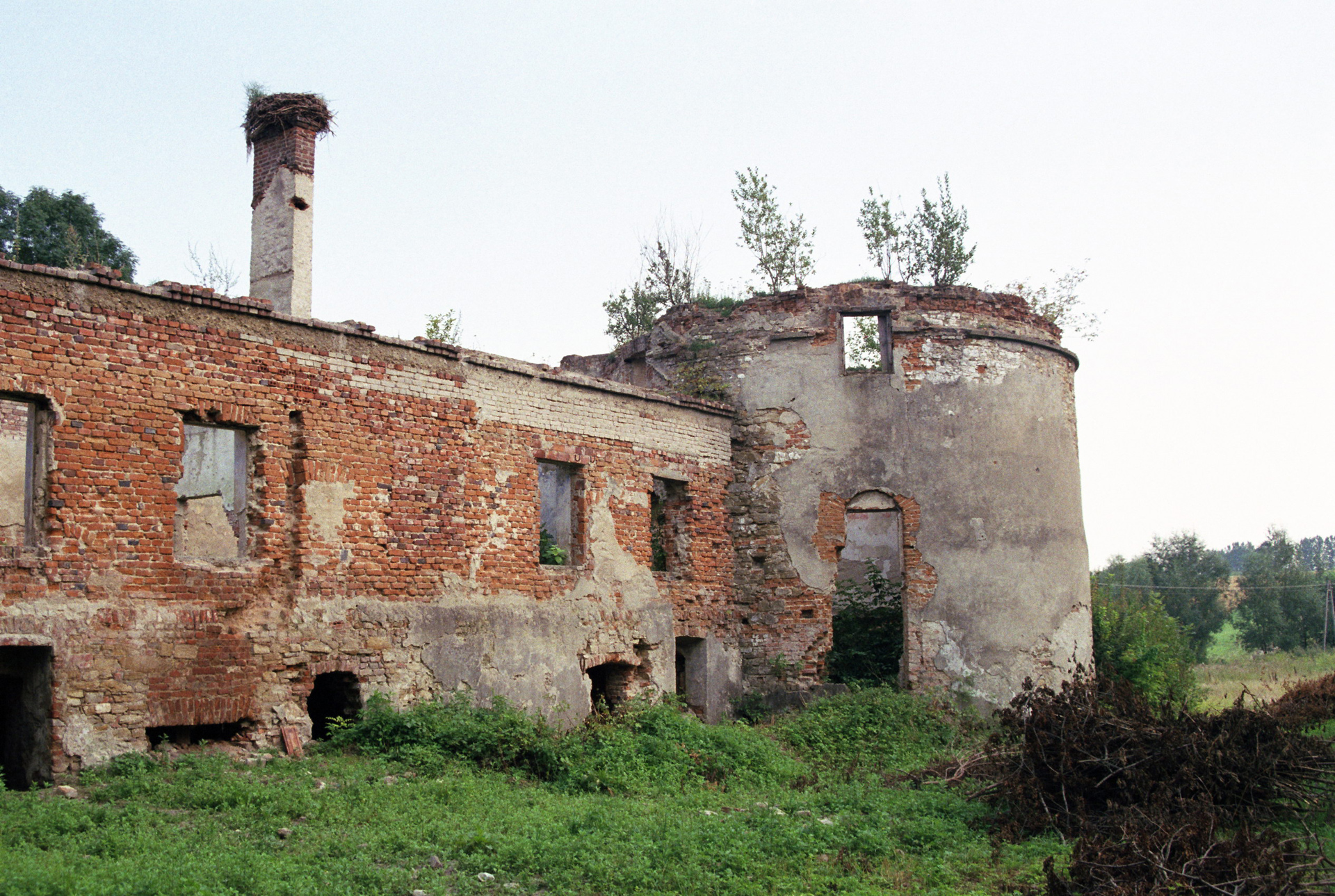
руїни замку

Збереглися залишки замку з середини XVI ст. (вежа давнього замку та рештки земляних укріплень). Замок був зруйнований під час війни за назвою Шведський потоп (1656—1657), а також татарами в 1672 р. Замок і палац власників села остаточно були знищені в Першу світову війну.
У 1880 році селянам належало 166 моргів. Тоді спадкоємцем Фредрополя став граф Болеслав Борковський. Від 1900 р. до Другої світової війни маєток був власністю Павліковських.

## Демографія
- 1785—210 греко-католиків, 10 євреїв
- 1840—192 греко-католиків
- 1859—175 греко-католиків
- 1879—237 греко-католиків
- 1899—286 греко-католиків
- 1926—280 греко-католиків
- 1938—280 греко-католиків

У 1921 р. в містечку нараховувалось 52 хати та 302 мешканці, з них 269 греко-католиків та 23 римо-католиків. Під час обох світових воєн містечко було дуже знищено. Збереглось тільки декілька хат. Мешкало тут кілька єврейських родин, наприклад, Мортко, який тримав шинок.
У 1947 році під час акції «Вісла» на західні землі Польщі виселено 395 мешканців. Це число завищене. Можливо, до мешканців Фредрополя військові зарахували людей з інших сіл, депортованих тут до переселенського пункту.
Демографічна структура станом на 31 березня 2011 року:
|          | Загалом | Допрацездатний вік | Працездатний вік | Постпрацездатний вік |
| -------- | ------- | ------------------ | ---------------- | -------------------- |
| Чоловіки | 365     | 96                 | 250              | 19                   |
| Жінки    | 327     | 79                 | 190              | 58                   |
| Разом    | 692     | 175                | 440              | 77                   |